# Morato (futebolista, 2001)
Felipe Rodrigues da Silva, mais conhecido como Morato (Francisco Morato, 30 de junho de 2001) é um futebolista brasileiro que atua como zagueiro, que já jogou como meio atacante e como lateral, e depois veio ser zagueiro. Atualmente, joga pelo Nottingham Forest.

## Carreira

### Início
Natural de Francisco Morato, município de São Paulo, Felipe começou sua trajetória pelas ruas do bairro onde morava, Jardim Primavera. Aos seis anos já treinava em um clube do município, tendo passado por equipes da região antes chega ao futsal do Palmeiras com nove anos, onde permaneceu por apenas seis meses. Após o período no alviverde, retornou para o principal time de Francisco Morato. Sua rápida ascensão ao modesto time o abriu as portas na Portuguesa, onde chegou com 11 anos após ser observado pelo primo do então técnico da base da Lusa.
Na Lusa, Felipe adotou o apelido de “Morato”, além de trocar de posição, chegando como meia-atacante e tornando-se lateral devido a falta de atletas para a posição. Improvisado, foi bem e tomou conta da posição. Apesar do destaque no clube, descolocar-se de Francisco Morato ao Canindé ida e volta era um desafio para Felipe, que era criança e só retornava somente a noite.

### Base
Particpando de competições e partidas com Lusa, destacou-se em uma delas e chamou a atenção do São Paulo, tendo chegado ao Morumbi no final de 2015 aos 14 anos. No tricolor, passou de lateral a zagueiro devido a sua alta estatura, faturando bastante títulos na base como a Copa RS Sub-20 de 2017, onde era o mais jovem do elenco selecionado pelo técnico Orlando Ribeiro e acabou sendo eleito o craque da competição, apesar do vice-campeonato. Também faturou uma Copa São Paulo de Futebol Júnior em 2019 após vitória sobre o Vasco nos pênaltis (tendo Morato convertido uma das cobranças), onde todos os jogadores do tricolor entraram em campo com a cabeça raspada em forma de homenagear um torcedora do clube que lutava contra um câncer na época.
Com os bons desempenhos nos treinamentos do Sub-20, no começo de maio de 2019 despertou olhares do então técnico Cuca, que o integrou aos profissionais após retornar de período com a Seleção Brasileira Sub-18 no dia 15 mesmo mês. Três dias depois, renovou seu contrato até 2023. Acabou não atuando pelo time profissional do São Paulo, apesar de chegar a ser relacionado a alguns jogos. Assim, foi liberado no final de agosto para assinar com o Benfica.

### Benfica

#### 2019–20
Foi anunciado como novo reforço dos Encarnados em 2 de setembro de 2019, assinando contrato até 2024. O valor da transferência foi de 6 milhões de euros (27,3 milhões de reais), com São Paulo ficando com 15% de uma futura venda.
Fez sua estreia pelo clube em 21 de dezembro de 2019, no empate de 2–2 com o Vitória de Setúbal na Taça da Liga.
Ajudou o time português B a chegar na final da Liga Jovem da UEFA, tendo perdido a competição para o Real Madrid por 3–2.

#### 2021–22
Após duas temporadas no time B, foi integrado ao time principal do Benfica em 2021. Seu primeiro gol foi marcado em 2 de novembro, na derrota por 5–2 para o Bayern na 4ª rodada da UEFA.

#### 2022–23
Começou a bem a temporada nos Encarnados com atuações de destaque, principalmente na vitória por 2–1 sobre o PSV no jogo de ida nos playoffs da Liga dos Campeões, tendo recebido elogios do técnico Jorge Jesus.
Foi eleito o defensor do mês de agosto com 20,14% dos votos dos treinadores principais da competição, batendo Tormena com 12,5% e Niakaté 11,11%, ambos do Braga. Contribuiu com a defesa sólida que sofreu apenas dois gols e ainda fez um na vitória por 3–0 sobre o Boavista, na 4ª rodada da Primeira Liga. Em 16 de setembro de 2022, foi anunciada a renovação de seu contrato até maio de 2027.
Em 27 de maio, sagrou-se campeão português ao bater o Santa Clara por 3–0 na última rodada da Liga, tendo Morato atuado como titular na partida.

#### 2023–24
No início da temporada foi anunciada sua mudança de sua camisa 91 para 5, que pertenceu a Jan Vertonghen.

### Nottingham Forest
No dia 30 de agosto de 2024, assinou por cinco temporadas com o Nottingham Forest.

## Seleção Brasileira

### Sub-18
Em 19 de julho de 2019, foi convocado pelo técnico André Jardine para um período de treinos de dia 29 até 5 de agosto.

### Sub-20
Em 12 de novembro de 2019, foi um dos 23 convocados para disputar dois amistosos contra Peru e Colômbia entre 25 de novembro e 4 de dezembro.

### Sub-23
Morato foi um dos convocados pelo técnico Ramon Menezes para dois amistosos contra Marrocos nos dias 7 e 11, respectivamente, visando o Jogos Pan-americanos e o Torneio Pré-Olímpico.

### Principal
Em maio de 2019, foi convocado por Tite para um período de treinos na Granja Comary, em Teresópolis, entre 23 e 29 de maio.

## Títulos

### Benfica
- Primeira Liga: 2022–23
- Supertaça Cândido de Oliveira: 2023

### Prêmios individuais
- Melhor defensor do mês da Primeira Liga de 2022–23: Agosto de 2022